# Konrad von Zimmern

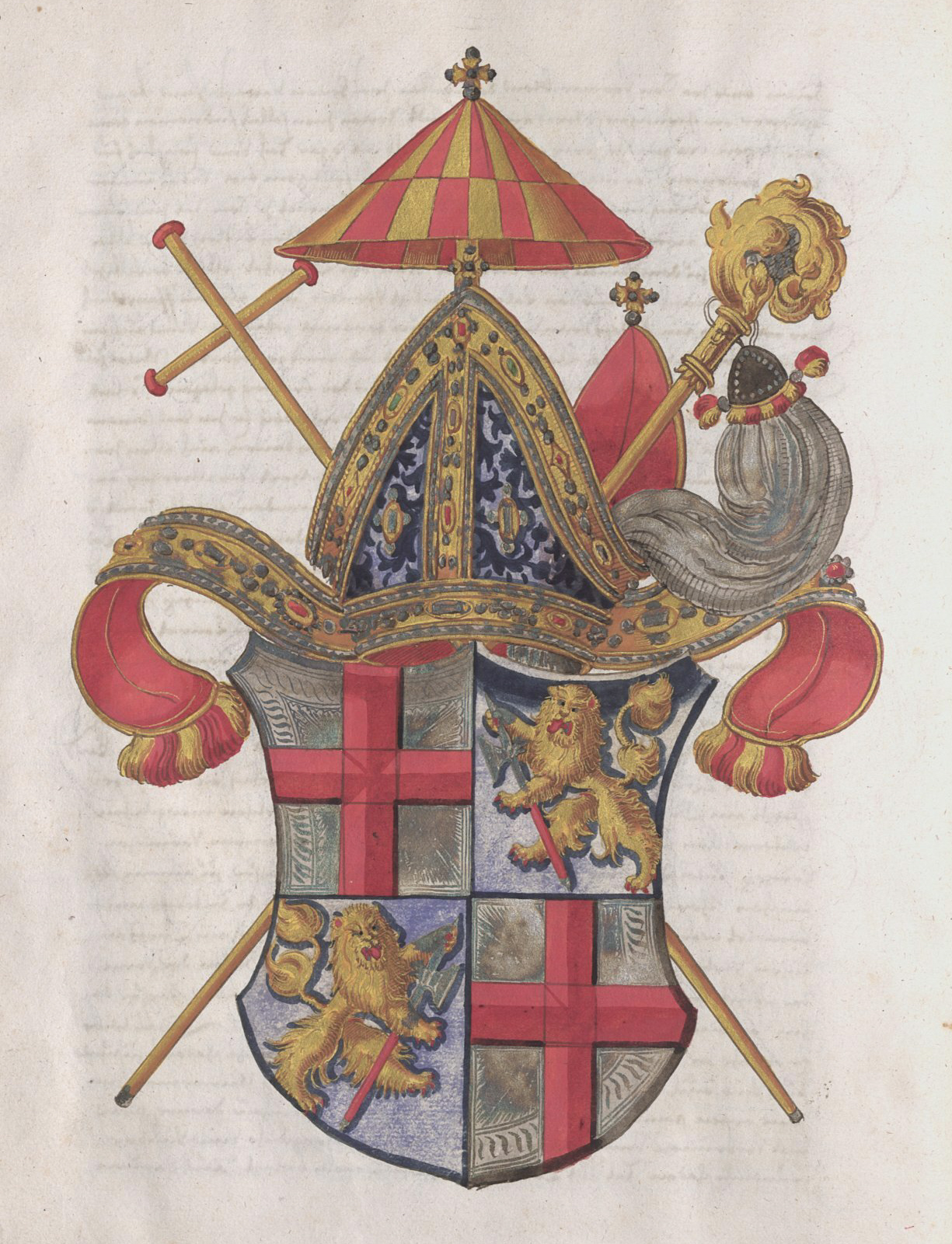
Wappen des Konrad von Zimmern in der Zimmerischen Chronik (Handschrift B, um 1564–1566)

Konrad von Zimmern, auch Conradus, († 23. Juli 1255) war der 44. Abt im Kloster Reichenau von etwa 1234 bis 1255.

## Leben
Über Konrads Geburt berichtet die Zimmerische Chronik, dass diese sehr schwierig verlief und Konrads Vater, Graf Werner, in einem Gelübde versprach, dass sein Söhnchen später Priester werden solle, wenn Mutter und Kind gerettet würden.
Da ward er auferzogen in der leer [religiösen Lehre] und allen anderen guten sitten und übungen, bis er erwuchs und zu den ja[h]ren kam, das er tauglich und geschickt ward, priester zu werden.
Im Jahre 1206 wird er als monachus et scholasticus erwähnt. Noch vor seiner Wahl zum Abt des Klosters wandten sich seine Eltern an ihren Sohn Konrad, der in seiner probstei ain aigen sitz […] mit ainer capellen, caplon und aller herrligkait hatte. Als Werner und Adelheid baid auf ein guot alter komen waren, wollten sie bei ihm auf der Reichenau ihr Leben beschließen. Sie wurden später in St. Peter in Niederzell begraben.
Der Chronist der Zimmerischen Chronik berichtet, dass Konrad der 44. Abt des Klosters gewesen sei – diese Zahl gilt noch heute. Das Jahr seiner Wahl zum Abt aber wird widersprüchlich angegeben: Die Zimmerische Chronik datiert es auf 1235, Beyerle nennt 1234 und Schönhuth 1237.
Ob ein Jahr früher oder später, es war ein Jahr mehr oder weniger seelischer Leidenszeit für Konrad, denn seine gesamte Amtszeit lässt sich in den Worten „Planctus Augiae“, die „Klage der Reichenau“, zusammenfassen: Klosterbrände legten die Gebäude, mit Ausnahme des Münsters, in Schutt und Asche.

### Konflikt zwischen Papst und Kaiser
Reichspolitisch wurde es außerordentlich kompliziert. Kaiser Friedrich II. kam mit dem Papst in Konflikt, als Friedrich 1237 in Oberitalien jene Städte besiegte, die zu den Welfen hielten. Der Papst sah diese als sein Interessensgebiet an. Abt Konrad hielt treu zum Papst und dem bis dahin vom Papst unterstützten Kaiser. Als sich jedoch der Papst mit dem Kaiser überworfen hatte, sollte sich Konrad von Friedrich II. abwenden und die päpstlichen Gegenkönige unterstützen, was er anfangs nicht befolgte. Deshalb traf ihn 1244 der päpstliche Kirchenbann.
Im April ließ ihn der Papst durch einen Gesandten nach Lyon zitieren, wo dieser anlässlich eines Konzils weilte, allein Konrad erschien nicht, hatte aber inzwischen umgesteckt, fiel vom sinkenden Schiff Friedrichs II. ab.

### Konflikt mit der Nachbarschaft
Dazu kam weiterer Ärger in nächster Umgebung. Die meisten Städte und Dörfer rund um den See hielten nach wie vor zu Kaiser Friedrich II., so dass weder Abt noch Mönche ohne Gefahr für Leib und Leben nach dem „Umstecken“ sich von der Insel wegbegeben konnten.
Geradezu als übergroßes Zeichen der Wertschätzung ist die päpstliche Verfügung zu sehen, dass die Reichenau allein dem Hl. Stuhl in Bezug auf Gerichtsbarkeit unterstellt worden ist.

### Konflikt mit dem Bischof von Konstanz
Dies ärgerte den Konstanzer Bischof: Vor seiner Haustür einer, der nicht seiner bischöflich-konstanzerischen Gerichtsbarkeit unterstellt sein soll! Er protestierte beim Papst. Dieser zog sich jedoch klug aus der Affäre: Er ließ den Konstanzer wissen, dass er, der Papst, keine Klöster der Konstanzer Gerichtsbarkeit entziehen wolle, was so viel heißen soll, als dass das eine Woche zuvor an Konrad ausgestellte Vorrecht angeblich schon immer und seit undenklichen Zeiten bestanden habe und nur erneut bestätigt worden sei und der (einfältige) Konstanzer dies nur nicht wisse.
Kurze Zeit später erhielt Konrad weitere päpstliche Vorrechte, die es ihm ermöglichten, das Kloster materiell wieder aufzubauen. Er durfte am 8. Juli 1249 die Kirche St. Peter zu Niederzell, die Grablege seiner Eltern, dem Klosterbesitz einverleiben.

### Konflikt innerhalb des Klosters
Innerhalb der Mönchsgemeinschaft verliefen Fronten. Die Zimmerische Chronik berichtet darüber, wie die Parteien zwischen Kaiser und Papst zerrieben wurden.
Recht kühl fasst Heinrich Ruckgaber diese Zerrissenheit zusammen:
„Das Grundübel lag, […] in der Unsittlichkeit der Klosterherren. […] Die Besitzungen [des Klosters] waren so ausgedehnt, daß die Sage erzählt, der Abt von Reichenau hätte, wenn er nach Rom reiste, auf der ganzen Reise jedesmal auf seinem Territorium zu Mittag speisen und übernachten können.“
Um die zwanzig Jahre hatte Konrad die Reichenau geleitet, und über seinen Tod sind sich die Chronisten ein weiteres Mal uneinig. Beyerle schreibt, dass Konrad am 31. März 1254 noch als Zeuge mit Abtssiegel an der Ausstellung einer Urkunde mitgewirkt habe.
Er soll erst 1255 gestorben sein […] Oheim bezeichnet den 22. Juni als seinen Todestag.
Dieses Datum gibt auch Schönhuth an, wobei er sich wieder auf die „Annalis Augiae“ S. 218 beruft, jedoch auch die Lesart 22. Juli zulässt.
Heinrich Ruckgaber ist sich sehr sicher:
Conrad verwaltete die Abtei 18 Jahre und zwei Monate, nämlich vom Jahre 1237 bis 1255, in welchem Jahre er den 22. Juni als der 44ste Abt starb.
Die Zimmerische Chronik benennt abweichend den 22. Juni 1253.
Das lateinische Gedicht „Planctus Augiae“ – „Die Klage der (Reichen-)Au“ stammt nach Ruckgaber gesichert aus der Feder Konrads. Er führt dazu einen schlüssigen Archivnachweis an. Schönhuth schreibt, unter Berufung auf andere Quellen, dass Abt Konrad
„… in Gegenwärtigkeit vieler Personen, so zu Hof kommen, mit Weinen und Seufzen den verderblichen Stand und Unfall des Gotteshauses [Reichen-]Au beklagt hat.“